# Dani Karavan

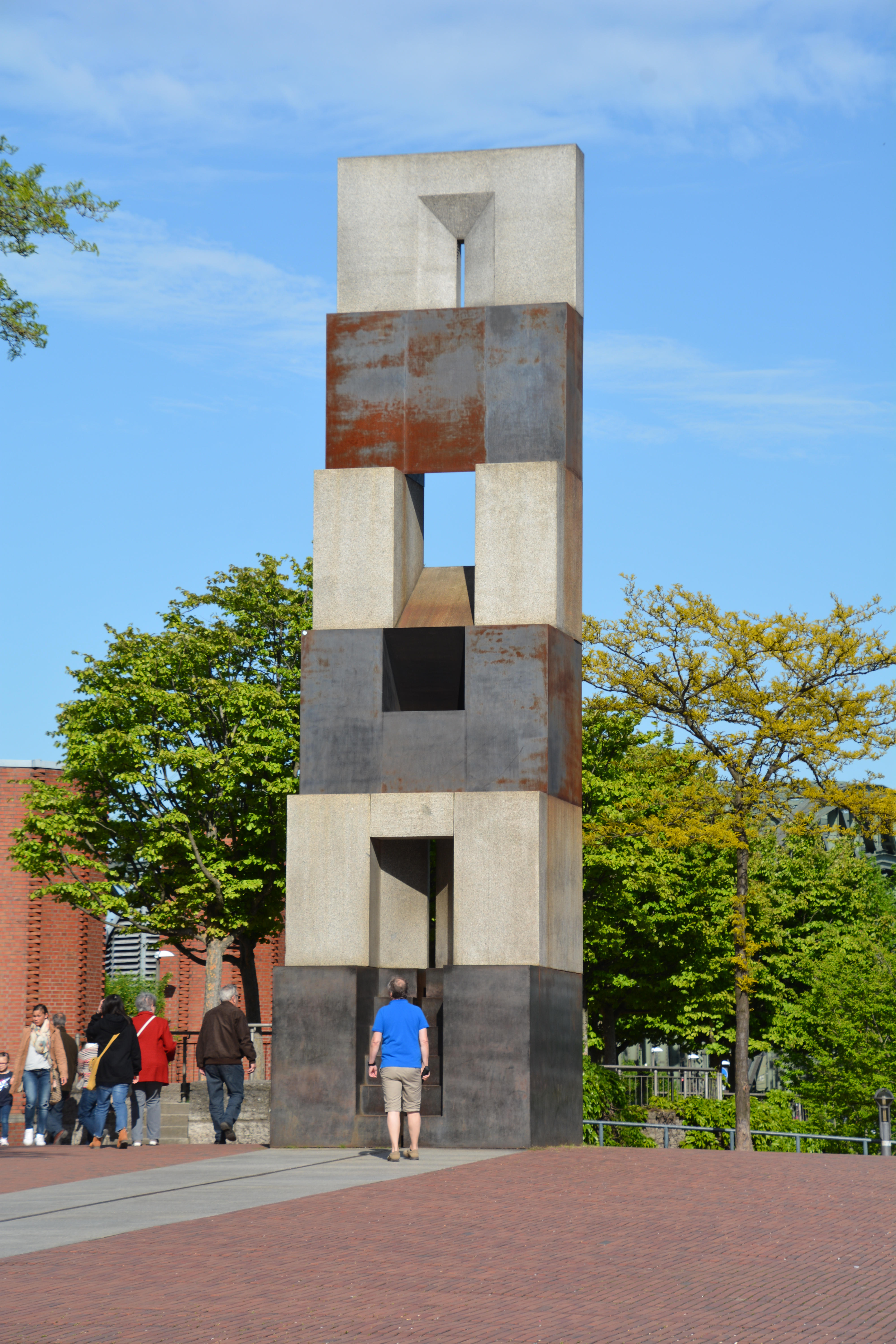
Ma'alot på Heinrich Böll-Platz i Köln

Dani Karavan, född 7 december 1930 i Tel Aviv i dåvarande Brittiska Palestinamandatet, död 29 maj 2021 i Tel Aviv, Israel, var en israelisk jordkonstnär och skulptör.
Dani Karavan är son till landskapsarkitekten Abraham och Zehava Karavan, som båda immigrerade till Palestina 1920. Han utbildade sig i målning på Yehezkel Streichmans och Avigdor Stematskys ateljé, för Marcel Janco samt för Mordechai Ardon i Jerusalem. Han var en av grundarna av kibbutzen Harel 1948 och var konstnär där. Han studerade från 1956 på Accademia di Belle Arti di Firenze i Florens i Italien och Académie de la Grande Chaumière i Paris i Frankrike.
Han har skapat skulpturer med omgivande landskapsarrangemang i bland andra Israel, Tyskland, Frankrike, Japan, Danmark och Sydkorea. Han representerade Israel 1976 i Venedigbiennalen och deltog i Documenta 6 i Kassel 1977. 
Dani Karavan fick Praemium Imperiale 1998.

## Offentliga verk i urval
- Negev Monument, 1963–1968, vatten, eld, ökenakacier, betong, Beer Sheva, Israel
- Kikar Levana ("Vita torget"), vatten, gräs, olivträd, glas, betong, 1977–1988, Edith Wolfson Park, Tel Aviv, Israel
- Axe majeur, vatten, stål, jord, gräs, träd, betong, järnvägsräls, 1980 och framåt, Cergy-Pontoise i Frankrike
- Square, träd, betong, 1982, Louisiana, Humlebaek i Danmark
- Ma'alot, granit och gjutjärn, 1986, Heinrich Böll-Platz i Köln i Tyskland[2][3]
- Strasse der Menschenrechte, ek, betong, 1989–1993, Germanisches Nationalmuseum, Nürnberg i Tyskland
- Esplanade Charles de Gaulle, jord, gräs, träd, trä, järnvägsräls, stål, granit, betong, konststen, asfalt, glas, 1989-2000, La Défense, Nanterre i Frankrike
- Tzaphon, 1990, Platz des Landtags i Düsseldorf i Tyskland
- Way to the Hidden Garden, vatten, gräs, träd, brons, betong, glas, bladguld, 1992–1999, Sapporos skulpturpark, Sapporo i Japan
- Garten der Erinnerung, vatten, gräs, vegetation, stål, glas, betong, byggnadsruiner, 1996–1999, Altstadtpark, Duisburg i Tyskland
- Mizrach, betong, 1997–2005, Neupfarrplatz, Regensburg i Tyskland
- Kahoshima Bereshit, körsbärsträd, cortenstål, glass, 1998–2000, Kirishima friluftsmuseum, Kagoshima i Japan
- Murou Art Forest, vatten, vegetation, risfält, bambu, olika trädslag, sten, cortenstål, betong, 1998–2006, Murou, Nara prefektur, Japan
- 19 Grundgesetz-Artikel, gräs, träd, gatsten, cortenstål, glas, 1997–2002, Dorotheenblocke, Riksdagsbyggnaden, Berlin i Tyskland
- Sinta & Roma Memorial, vatten, gräs, blommor, träd, granit, stål, glass, 2000–2012, Tiergarten, Berlin i Tyskland
- Habima Square, vatten, blommor, olika trädarter, trä, metall, glas, tyg, konststen, 2005–2013, Tel Aviv i Israel

## Bildgalleri

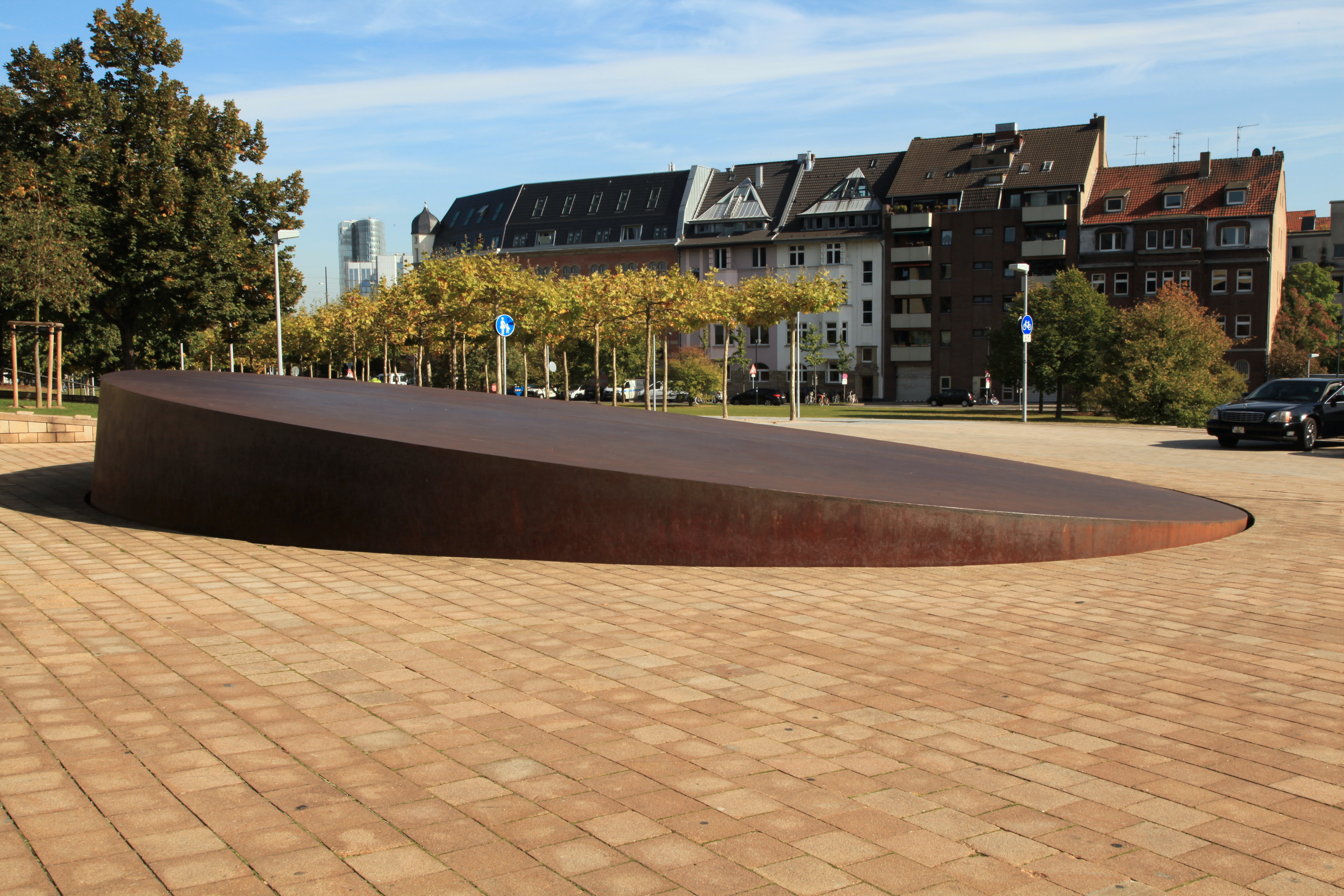
Tzaphon i Düsseldorf
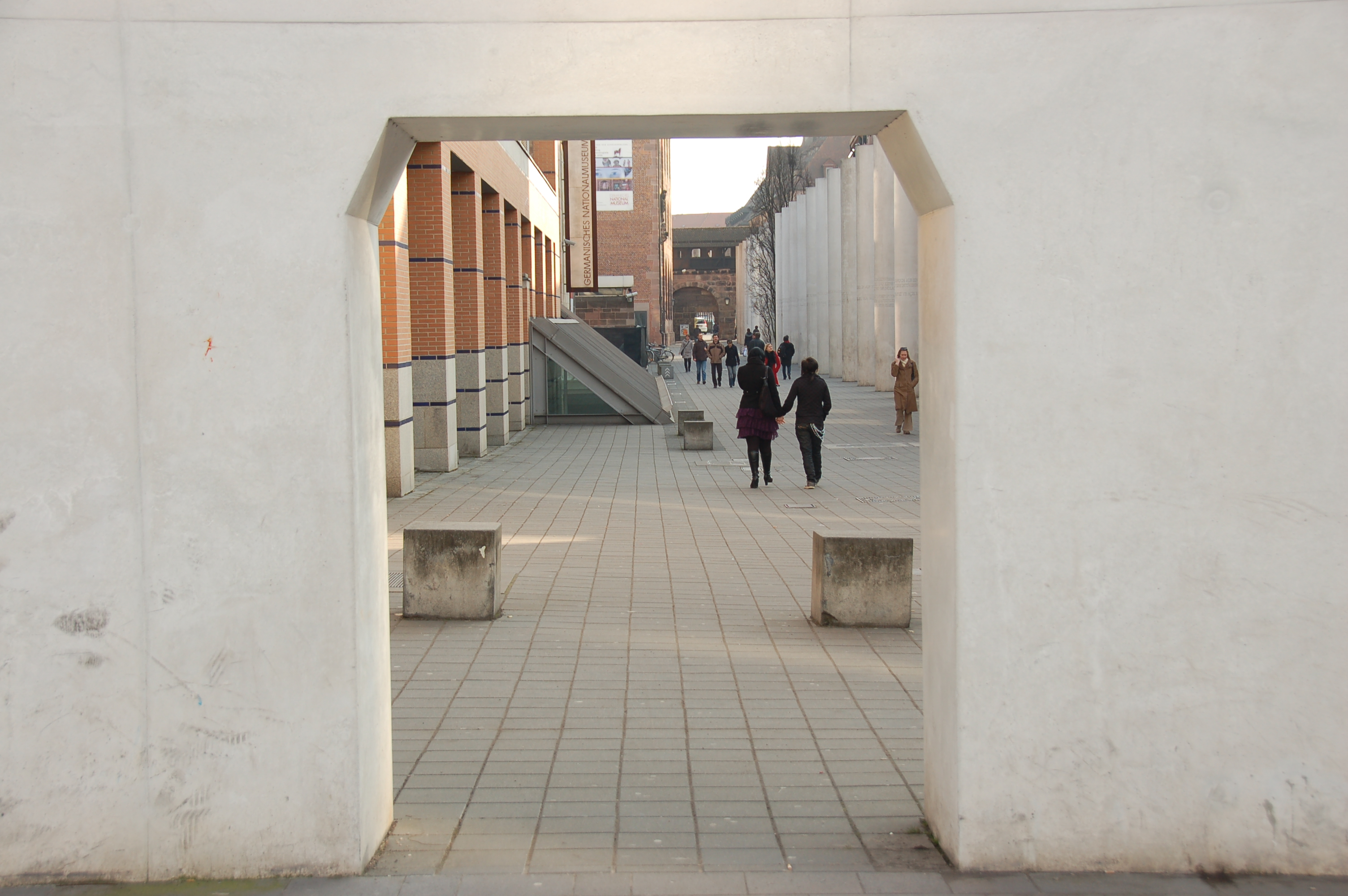
Strasse der Menschenrechte i Nürnberg
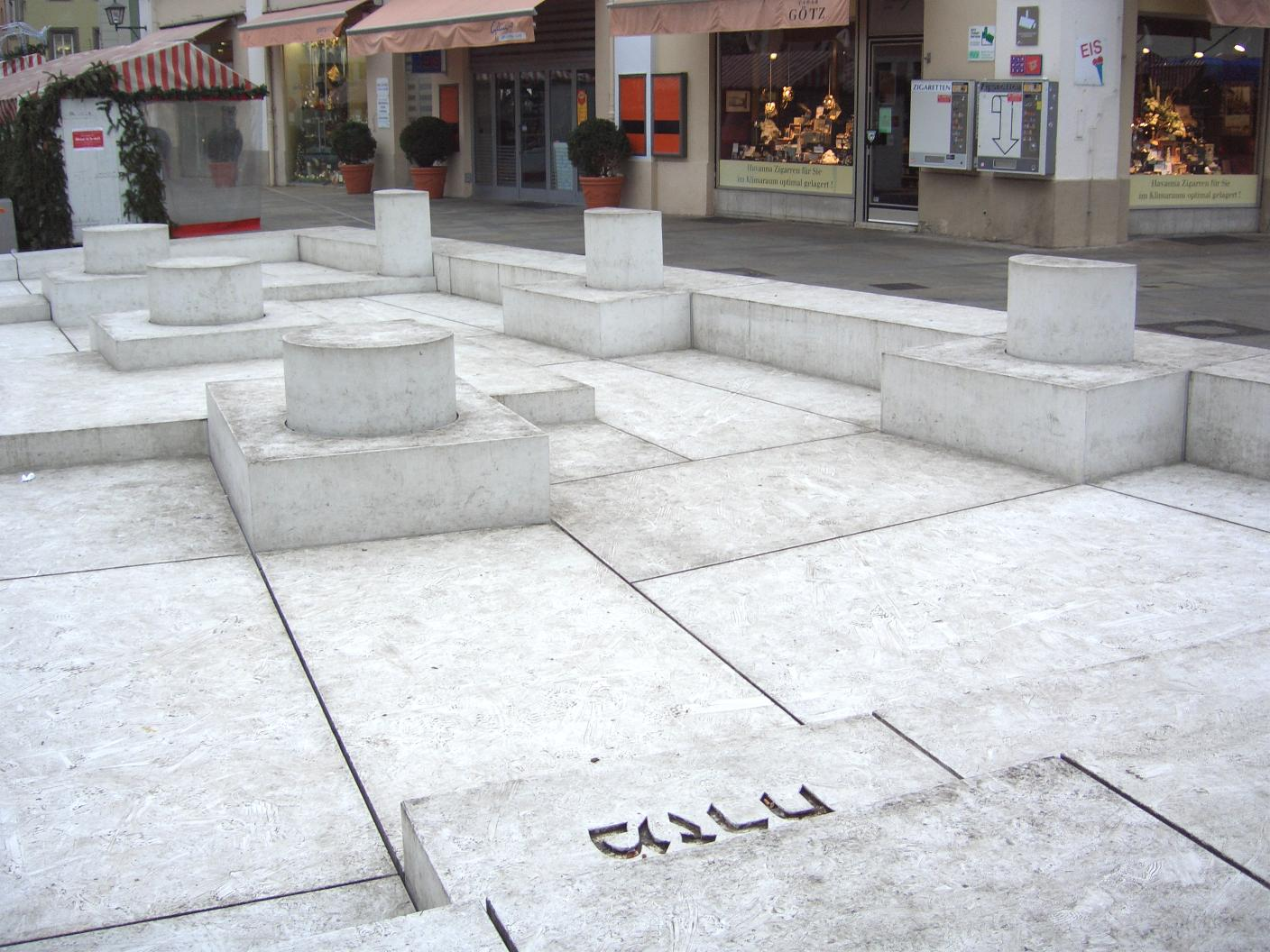
Synagogendenkmal i Regensburg
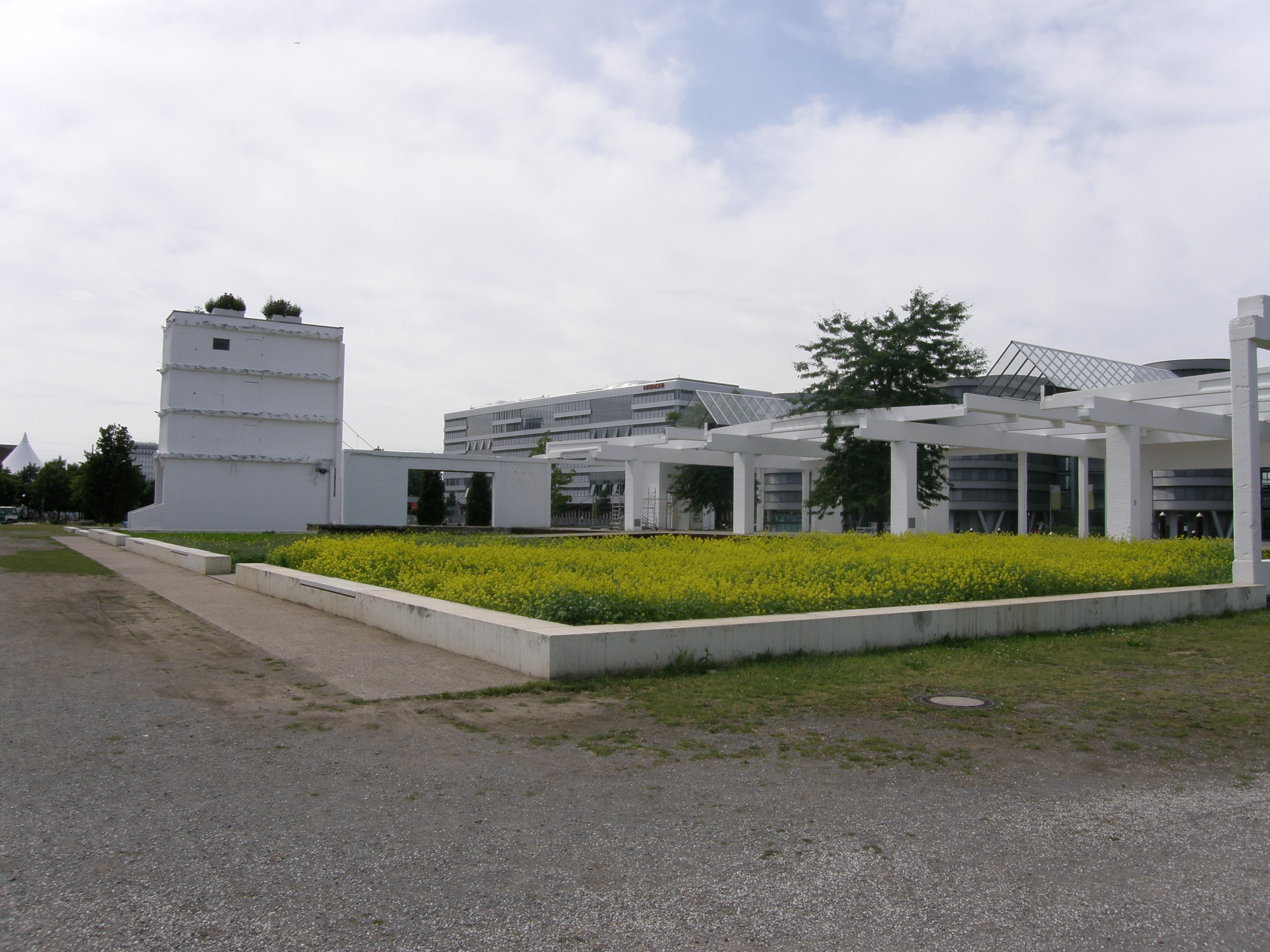
Garten der Erinnerung i Duisburg
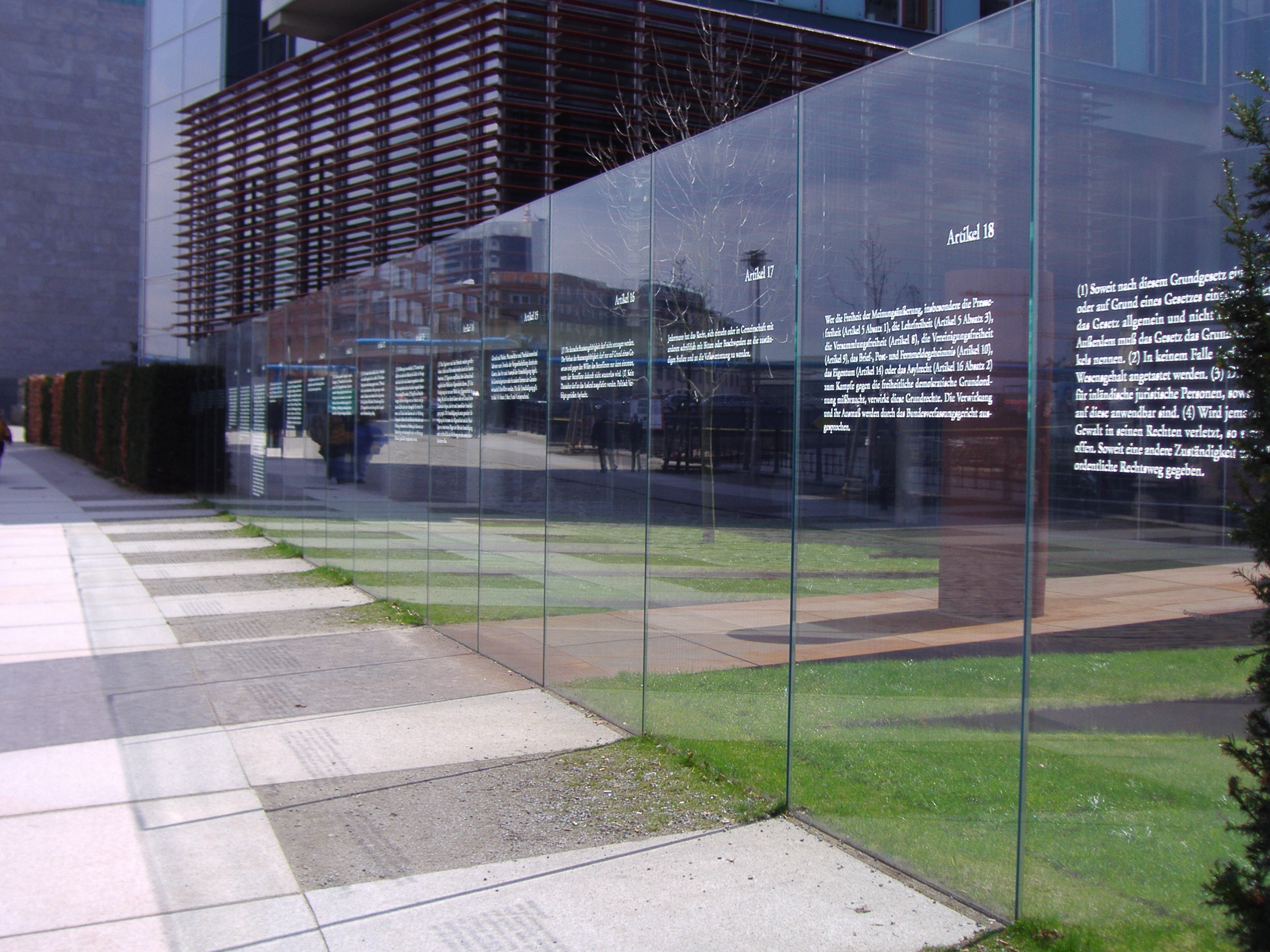
19 Grundgesetz-Artikel i Berlin
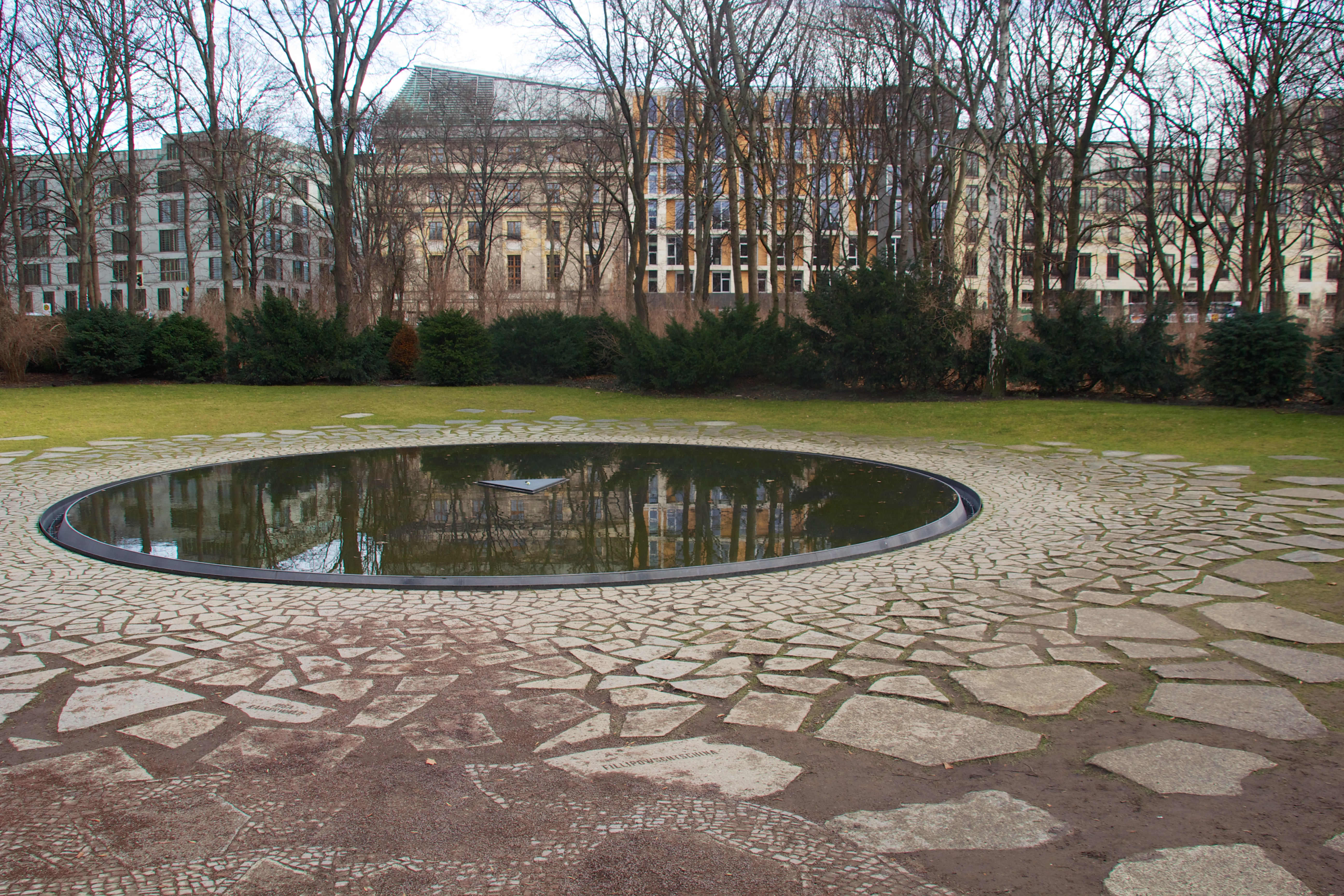
Sinta & Roma Memorial i Berlin